# Big Fish (bande originale)
Pour les articles homonymes, voir Big Fish.
Albums de Danny Elfman et artistes variés
Hulk
(2003) Spider-Man 2
(2004)
Big Fish - Music From The Motion Picture, est la bande originale, distribuée par Sony Music, du film américain Big Fish, réalisé par Tim Burton et sorti en 2004.

## Liste des titres

### Version classique
| 1.      | Man of the Hour                      | Pearl Jam                                | 3:45  |
| 2.      | Dinah                                | Bing Crosby                              | 2:17  |
| 3.      | Everyday                             | Buddy Holly & The Crickets               | 2:09  |
| 4.      | All Shook Up                         | Elvis Presley                            | 1:58  |
| 5.      | Five O'Clock World                   | The Vogues                               | 2:10  |
| 6.      | Ramblin'Man                          | The Allman Brothers Band                 | 4:57  |
| 7.      | Let's Work Together                  | Canned Heat                              | 3:13  |
| 8.      | Pictures                             | Danny Elfman                             | 0:45  |
| 9.      | Big Fish (Titles)                    | Danny Elfman                             | 4:32  |
| 10.     | Shoe Stealing                        | Danny Elfman                             | 0:54  |
| 11.     | Underwater                           | Danny Elfman                             | 1:53  |
| 12.     | Sandra's Theme                       | Danny Elfman                             | 2:22  |
| 13.     | The Growing Montage                  | Danny Elfman                             | 2:40  |
| 14.     | Leaving Spectre                      | Danny Elfman                             | 1:59  |
| 15.     | Return to Spectre                    | Danny Elfman                             | 2:12  |
| 16.     | Rebuilding                           | Danny Elfman                             | 1:18  |
| 17.     | The Journey Home                     | Danny Elfman                             | 2:10  |
| 18.     | In the Tub                           | Danny Elfman                             | 1:18  |
| 19.     | Sandra's Farewell                    | Danny Elfman                             | 1:16  |
| 20.     | Finale                               | Danny Elfman                             | 11:10 |
| 21.     | End Titles                           | Danny Elfman                             | 2:41  |
| 22.     | Jenny's Theme                        | Danny Elfman                             | 1:45  |
| 23.     | Twice the Love (Siamese Twin's Song) | Danny Elfman, Bobbi Page & Candice Rumph | 1:49  |
| 1:01:13 |                                      |                                          |       |

### Version promo
Toute la musique est composée par Danny Elfman.
| 1.    | Pictures             | 0:46  |
| 2.    | Titles               | 4:32  |
| 3.    | Shoe Stealing        | 0:56  |
| 4.    | Underwater           | 1:52  |
| 5.    | Sandra's Theme       | 2:26  |
| 6.    | Growing Montage      | 2:41  |
| 7.    | Leaving Spectre      | 1:59  |
| 8.    | Return To Spectre    | 2:13  |
| 9.    | Rebuilding           | 1:19  |
| 10.   | The Journey Home     | 2:10  |
| 11.   | In The Tub           | 1:21  |
| 12.   | Sandra's Farewell    | 1:16  |
| 13.   | Finale               | 11:10 |
| 14.   | End Credits          | 2:38  |
| 15.   | End Credits - Part 2 | 1:46  |
| 39:05 |                      |       |

## Autour de l'album
La bande originale du film a été composée par Danny Elfman, qui signe ici sa 9e collaboration avec le réalisateur Tim Burton. Ce dernier a approché le groupe Pearl Jam durant la postproduction pour leur demander une chanson originale pour le générique de fin du film. Après avoir vu une première version du film, Eddie Vedder, le chanteur du groupe a écrit Man of the Hour et la chanson a été enregistrée en studio quatre jours plus tard. Mike McCready, guitariste de Pearl Jam, a déclaré : « Nous avions été tellement sonnés par le film. Eddie et moi en discutions ensuite et nous avions tous deux la larme à l'œil. Nous étions tellement chargés d'émotions et transportés par l'imagination et l'humanité que nous avions ressentie grâce au film ». 

## Commentaires
Il existe quatre versions de la bande son : une version autrichienne éditée par Sony Music Soundtrack en 2003, une version japonaise éditée par Sony Classical en 2004, comportant toutes les deux 23 pistes pour une durée totale de 1 h 1 min 24 s, une version américaine éditée par Sony Classical le 23 décembre 2003, comportant 23 pistes pour une durée totale de 1 h 1 min 13 s, et enfin une version Promo américaine  de Columbia Tristar Marketing Group regroupant les 15 pistes composées par Danny Elfman, d'une durée totale de 39 min 5 s.